# Haus Pesch (Pier)

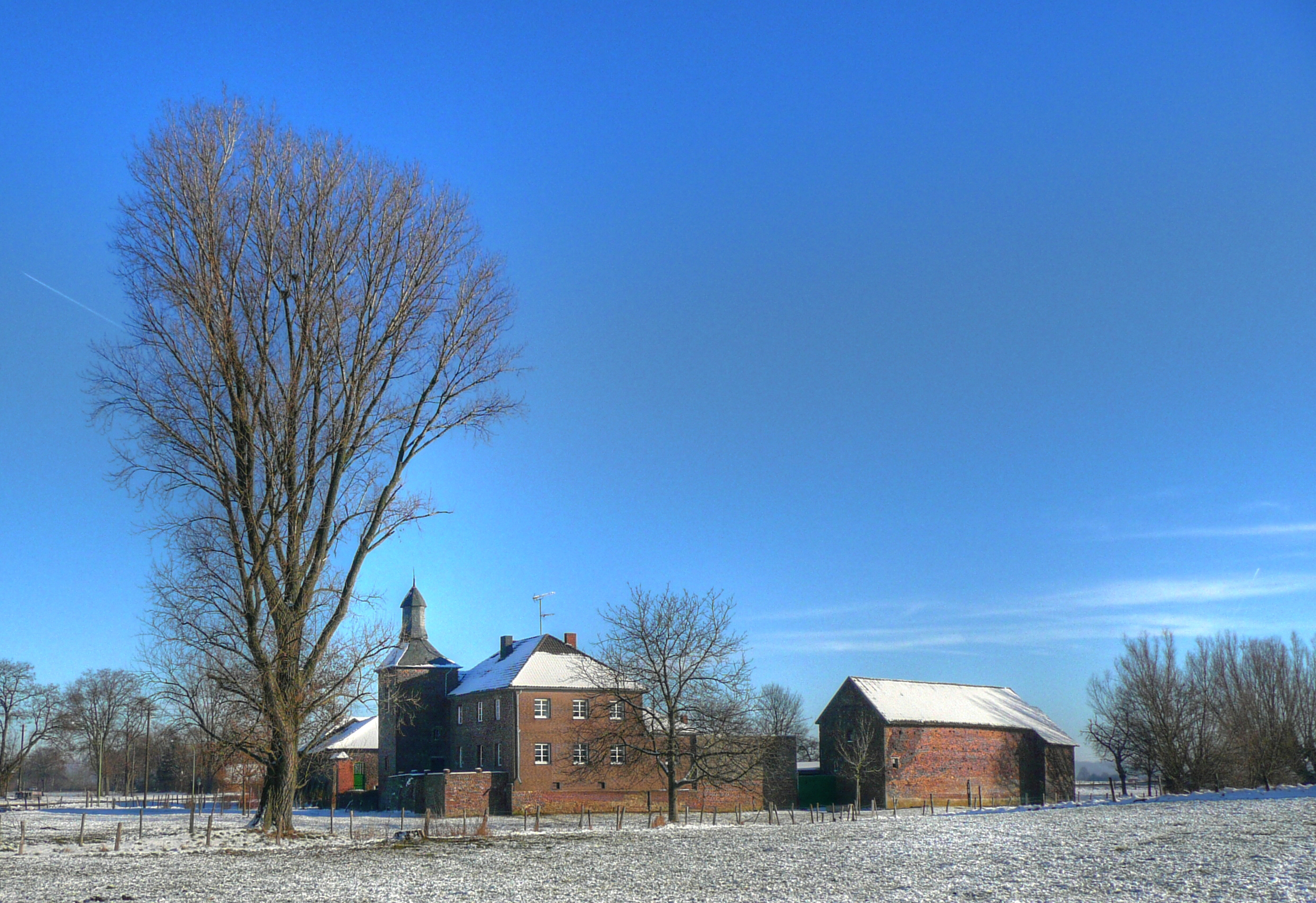
Haus Pesch, Pier

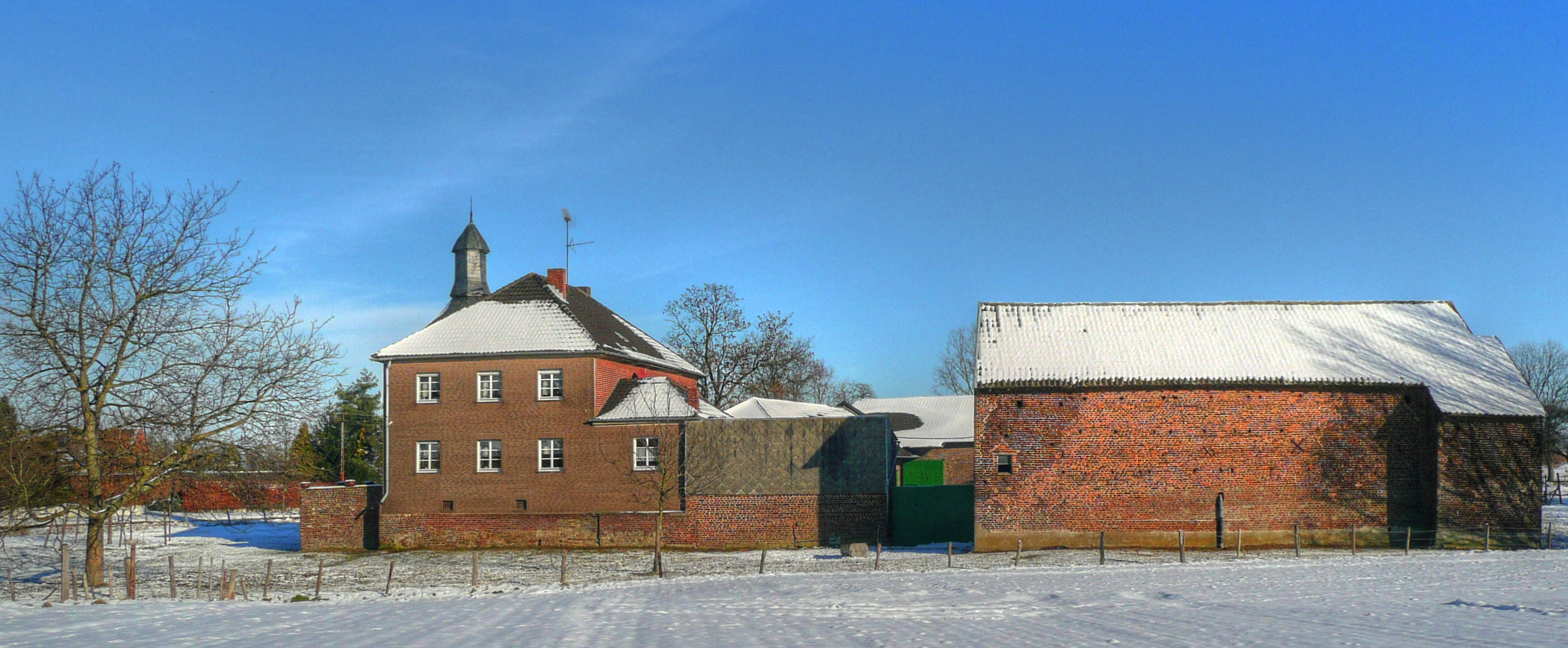
Haus Pesch von Südwesten (2009)

Haus Pesch war ein Herrensitz in Pier, einem ehemaligen Ortsteil der Gemeinde Inden im Kreis Düren  in Nordrhein-Westfalen.
Haus Pesch war unter Nr. 30 in die Denkmalliste der Gemeinde Inden eingetragen.

## Geschichte
Der Name Pesch im Bezug zur Umgebung Piers wurde das erste Mal 922 urkundlich erwähnt und deutet vermutlich auf Haus Pesch in Pier hin. Des Weiteren besaß Haus Pesch von 1306 bis 1806 das Patronatsrecht der 1806 aufgelösten Pfarre St. Ursula in Bonsdorf (gehörte ab 1806 zu Pier).
Haus Pesch war ein Bau des 16. bis 18. Jahrhunderts, welcher ursprünglich von Wassergräben umgeben war. Im Zweiten Weltkrieg wurde die Anlage stark beschädigt und nach dem Krieg vereinfacht wieder aufgebaut. Das Herrenhaus besaß einen Eckturm mit achteckiger Haube und einer Laterne.
Im Dezember 2013 wurde Haus Pesch vollständig abgebrochen. Es musste dem Tagebau Inden weichen, wie der gesamte Ort Pier auch.